# Franz von Uchatius

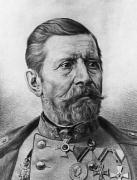
Franz von Uchatius.

Franz von Uchatius, född den 20 oktober 1811 i Theresienfeld, Nederösterrike, död den 4 juni 1881 i Wien (genom självmord), var en österrikisk friherre, militär och artilleritekniker.
von Uchatius deltog i 1848–1849 års krig i Italien och i Ungern. Han blev 1860 major och föreståndare för kanongjuteriet och 1871 kommendant för artilleriverkstäderna i arsenalen i Wien samt avancerade i denna befattning till fältmarskalklöjtnant (1879). von Uchatius var skapare av den första österrikiska artillerimaterialen med bakladdning. Han gjorde sig ett namn genom sin redan 1856 praktiserade metod att bereda gjutstål genom smältning i degel av granulerat tackjärn, skrot och stångjärnsbitar, så kallat uchatiusstål, och genom sin uppfinning av stålbronsen, vari Österrike-Ungern fick en kanonmetall, som på sin tid var jämförlig med Krupps kanonstål.